# Jason Calliste
Jason Calliste (27 de enero de 1990, Ontario, Canadá), es un baloncestista canadiense con pasaporte jamaicano que pertenece a la plantilla de los Moncton Magic de la NBL Canadá. Con 1,88 metros de estatura, juega en la posición de base.

## Carrera deportiva
Comenzó su carrera en los Detroit Titans Roster, donde jugó tres temporadas para después pasar a formar parte del equipo de la Universidad de Oregón. La temporada 2015/16 militó en las filas del BK Barons Kvartlas de Riga, la siguiente campaña volvió a su país de origen para defender la camiseta del Kitchener-Waterloo Titans.
El canadiense, con pasaporte jamaicano destaca por su inteligencia en la dirección del juego y que llega a España en septiembre de 2017, para cerrar la plantilla del Palencia Baloncesto en la temporada 2017/18.